# Groot-Brittannië op de Olympische Zomerspelen 1992
Groot-Brittannië nam deel aan de Olympische Zomerspelen 1992 in Barcelona, Spanje. Met vijf gouden, 3 zilveren en 12 bronzen medailles werden er vier medailles minder gewonnen dan de vorige editie.

## Medailleoverzicht
| Sport        | Olympiër | Discipline                    | Medaille |
| ------------ | --- | ----------------------------- | -------- |
| Atletiek     | Linford Christie | 100m (m)                      | Goud     |
| Atletiek     | Sally Gunnell | 400m horden (v)               | Goud     |
| Roeien       | Matthew Pinsent Steve Redgrave | twee-zonder (m)               | Goud     |
| Roeien       | Garry Herbert Greg Searle Jonny Searle | twee-met (m)                  | Goud     |
| Wielersport  | Chris Boardman | individuele achtervolging (m) | Goud     |
| Judo         | Raymond Stevens | -95kg (m)                     | Zilver   |
| Judo         | Nicola Fairbrother | -56kg (v)                     | Zilver   |
| Kanovaren    | Gareth Marriott | C-1 slalom (m)                | Zilver   |
| Atletiek     | Kriss Akabusi | 400m horden (m)               | Brons    |
| Atletiek     | Kriss Akabusi Roger Black David Grindley Du'aine Ladejo John Regis Mark Richardson | 4x400m (m)                    | Brons    |
| Atletiek     | Steve Backley | speerwerpen (m)               | Brons    |
| Atletiek     | Sandra Douglas Sally Gunnell Phylis Smith Jennifer Stoute | 4x400m (v)                    | Brons    |
| Boksen       | Robin Reid | -71kg (m)                     | Brons    |
| Boogschieten | Simon Terry | individueel (m)               | Brons    |
| Boogschieten | Steven Hallard Richard Priestman Simon Terry | team (m)                      | Brons    |
| Hockey       | Jill Atkins Lisa Bayliss Karen Brown Vickey Dixon Susan Fraser Wendy Fraser Kathryn Johnson Sandy Lister Jackie McWilliams Tammy Miller Helen Morgan Mary Nevill Mandy Nicholls Alison Ramsay Jane Sixsmith Joanne Thompson | vrouwen                       | Brons    |
| Judo         | Sharon Rendle | -52kg (v)                     | Brons    |
| Judo         | Kate Howey | -66kg (v)                     | Brons    |
| Zeilen       | Robert Cruickshank Lawrie Smith Ossie Stewart | soling klasse                 | Brons    |
| Zwemmen      | Nick Gillingham | 200m schoolslag (m)           | Brons    |

## Deelnemers en resultaten

### Atletiek
| Olympiër                                                                           | Discipline               | Resultaat | Prestatie                                                                                              |
| ---------------------------------------------------------------------------------- | ------------------------ | --------- | --- |
| Marcus Adam                                                                        | 100m (m)                 | 17e       | serie 4: 2de in 10,57 kwartfinale 1: 5de in 10,35                                                      |
| Linford Christie                                                                   | 100m (m)                 | Goud      | serie 3: 1ste in 10,48 kwartfinale 4: 1ste in 10,07 halve finale 1: 2de in 10,00 finale: 1ste in 9,96  |
| Marcus Adam                                                                        | 200m (m)                 | 17e       | serie 6: 1ste in 20,62 kwartfinale 1: 1ste in 20,43 halve finale 2: 4de in 20,63 finale: 8ste in 20,80 |
| Linford Christie                                                                   | 200m (m)                 | 9e        | serie 5: 2de in 21,23 kwartfinale 3: 3de in 20,52 halve finale 1: 5de in 20,38                         |
| John Regis                                                                         | 200m (m)                 | 6e        | serie 9: 1ste in 20,63 kwartfinale 5: 2de in 20,16 halve finale 1: 2de in 20,09 finale: 6de in 20,55   |
| Roger Black                                                                        | 400m (m)                 | 9e        | serie 9: 2de in 45,94 kwartfinale 4: 3de in 45,28 halve finale 2: 5de in 44,72                         |
| David Grindley                                                                     | 400m (m)                 | 6e        | serie 5: 2de in 45,79 kwartfinale 3: 2de in 44,91 halve finale 2: 4de in 44,47 finale: 6de in 44,75    |
| Derek Redmond                                                                      | 400m (m)                 | DNF       | serie 1: 1ste in 45,03 kwartfinale 2: 1ste in 45,02 halve finale 1: niet gefinisht                     |
| Steve Heard                                                                        | 800m (m)                 | 11e       | serie 8: 1ste in 1.46,42 halve finale 1: 6de in 1.46,19                                                |
| Tom McKean                                                                         | 800m (m)                 | 19e       | serie 2: 1ste in 1.47,85 halve finale 3: 4de in 1.48,77                                                |
| Curtis Robb                                                                        | 800m (m)                 | 6e        | serie 5: 1ste in 1.46,16 halve finale 2: 1ste in 1.45,25 finale: 6de in 1.45,57                        |
| Steve Crabb                                                                        | 1500m (m)                | 28e       | serie 1: 9de in 3.41,00                                                                                |
| Kevin McKay                                                                        | 1500m (m)                | 22e       | serie 4: 5de in 3.37,39 halve finale 1: 10de in 3.40,80                                                |
| Matthew Yates                                                                      | 1500m (m)                | 21e       | serie 2: 5de in 3.38,73 halve finale 2: 12de in 3.40,53                                                |
| Jack Buckner                                                                       | 5000m (m)                | 17e       | serie 1: 5de in 13.37,14                                                                               |
| Rob Denmark                                                                        | 5000m (m)                | 7e        | serie 3: 2de in 13.22,41 finale: 7de in 13.27,76                                                       |
| Ian Hamer                                                                          | 5000m (m)                | 19e       | serie 4: 5de in 13.40,20                                                                               |
| Paul Evans                                                                         | 10000m (m)               | 17e       | serie 1: 3de in 28.15,70 finale: 11de in 28.29,83                                                      |
| Eamonn Martin                                                                      | 10000m (m)               | 39e       | serie 2: 19de in 29.35,65                                                                              |
| Richard Nerurkar                                                                   | 10000m (m)               | 17e       | serie 2: 3de in 28.24,35 finale: 17de in 28.48,48                                                      |
| Colin Jackson                                                                      | 110m horden (m)          | 7e        | serie 1: 1ste in 13,10 kwartfinale 2: 2de in 13,57 halve finale 2: 2de in 13,19 finale: 7de in 13,46   |
| Tony Jarrett                                                                       | 110m horden (m)          | 4e        | serie 5: 1ste in 13,31 kwartfinale 3: 2de in 13,43 halve finale 1: 3de in 13,29 finale: 4de in 13,26   |
| Hugh Teape                                                                         | 110m horden (m)          | 8e        | serie 3: 2de in 13,68 kwartfinale 1: 5de in 13,50 halve finale 1: 4de in 13,60 finale: 8ste in 14,00   |
| Kriss Akabusi                                                                      | 400m horden (m)          | Brons     | serie 6: 1ste in 48,98 halve finale 1: 1ste in 48,01 finale: 3de in 47,82                              |
| Tony Jarrett                                                                       | 400m horden (m)          | DNF       | serie 5: niet gefinisht                                                                                |
| Tom Buckner                                                                        | 3000m steeplechase (m)   | 15e       | serie 2: 5de in 8.28,36 halve finale 1: 8ste in 8.32,89                                                |
| Tom Hanlon                                                                         | 3000m steeplechase (m)   | 4e        | serie 3: 2de in 8.27,46 halve finale 1: 5de in 8.26,91 finale: 6de in 8.18,14                          |
| Colin Walker                                                                       | 3000m steeplechase (m)   | 17e       | serie 1: 3de in 8.29,34 halve finale 2: 8ste in 8.34,82                                                |
| Marcus Adam Tony Jarrett John Regis Linford Christie                               | 4x100m (m)               | 4e        | serie 3: 2de in 39,67 halve finale 2: 2de in 38,64 finale: 4de in 38,08                                |
| Roger Black David Grindley Kriss Akabusi John Regis Du'aine Ladejo Mark Richardson | 4x400m (m)               | Brons     | serie 1: 2de in 3.01,20 finale: 3de in 2.59,73                                                         |
| Steve Brace                                                                        | marathon (m)             | 27e       | 2:17.49                                                                                                |
| Paul Davies-Hale                                                                   | marathon (m)             | 41e       | 2:21.15                                                                                                |
| Dave Long                                                                          | marathon (m)             | 39e       | 2:20.51                                                                                                |
| Chris Maddocks                                                                     | 20km snelwandelen (m)    | 16e       | 1:28.45                                                                                                |
| Andrew Penn                                                                        | 20km snelwandelen (m)    | 23e       | 1:31.40                                                                                                |
| Martin Rush                                                                        | 20km snelwandelen (m)    | 24e       | 1:31.56                                                                                                |
| Paul Blagg                                                                         | 50km snelwandelen (m)    | 30e       | 4:23.10                                                                                                |
| Les Morton                                                                         | 50km snelwandelen (m)    | 21e       | 4:09.34                                                                                                |
| Mark Forsythe                                                                      | verspringen (m)          | 22e       | kwalificatie groep B: 12de met 7,71m                                                                   |
| Francis Agyepong                                                                   | hink-stap-springen (m)   | 18e       | kwalificatie groep B: 12de met 16,55m                                                                  |
| Jonathan Edwards                                                                   | hink-stap-springen (m)   | 35e       | kwalificatie groep A: 16de met 15,76m                                                                  |
| Julian Golley                                                                      | hink-stap-springen (m)   | 22e       | kwalificatie groep B: 15de met 16,18m                                                                  |
| Dalton Grant                                                                       | hoogspringen (m)         | 29e       | kwalificatie groep A: 16de met 2,15m                                                                   |
| Brendan Reilly                                                                     | hoogspringen (m)         | 16e       | kwalificatie groep B: 9de met 2,23m                                                                    |
| Steve Smith                                                                        | hoogspringen (m)         | 12e       | kwalificatie groep B: 2de met 2,29m finale: 12de met 2,24m                                             |
| Mike Edwards                                                                       | polsstokhoogspringen (m) | 26e       | kwalificatie groep A: 14de met 5,20m                                                                   |
| Paul Edwards                                                                       | kogelstoten (m)          | 15e       | kwalificatie groep A: 8ste met 19,03m                                                                  |
| Simon Williams                                                                     | discuswerpen (m)         | 28e       | kwalificatie groep A: 14de met 53,12m                                                                  |
| Steve Backley                                                                      | speerwerpen (m)          | Brons     | kwalificatie groep B: 2de met 80,76m finale: 3de met 83,38m                                            |
| Nigel Bevan                                                                        | speerwerpen (m)          | 26e       | kwalificatie groep A: 13de met 72,78m                                                                  |
| Mick Hill                                                                          | speerwerpen (m)          | 11e       | kwalificatie groep A: 5de met 79,66m finale: 11de met 75,50m                                           |
| Paul Head                                                                          | kogelslingeren (m)       | 22e       | kwalificatie groep A: 12de met 69,58m                                                                  |
| David Bigham                                                                       | tienkamp (m)             | 18e       | 7754 punten                                                                                            |
|                                                                                    |                          |           | |
| Stephanie Douglas                                                                  | 100m (v)                 | 30e       | serie 4: 3de in 11,65 kwartfinale 3: 8ste in 11,77                                                     |
| Simmone Jacobs                                                                     | 200m (v)                 | 24e       | serie 4: 4de in 23,90 kwartfinale 1: 7de in 23,61                                                      |
| Jennifer Stoute                                                                    | 200m (v)                 | 12e       | serie 2: 2de in 23,15 kwartfinale 3: 4de in 22,73 halve finale 2: 6de in 23,01                         |
| Sandra Douglas                                                                     | 400m (v)                 | 14e       | serie 2: 3de in 52,91 kwartfinale 1: 4de in 51,41 halve finale 2: 6de in 51,96                         |
| Lorraine Hanson                                                                    | 400m (v)                 | 25e       | serie 3: 4de in 52,66 kwartfinale 4: 6de in 53,60                                                      |
| Phylis Smith                                                                       | 400m (v)                 | 12e       | serie 5: 1ste in 53,59 kwartfinale 3: 1ste in 51,32 halve finale 1: 4de in 50,40 finale: 8ste in 50,87 |
| Lorraine Baker                                                                     | 800m (v)                 | 12e       | serie 4: 4de in 2.00,50 halve finale 1: 7de in 2.02,17                                                 |
| Diane Edwards                                                                      | 800m (v)                 | 15e       | serie 1: 3de in 2.00,39 halve finale 2: 7de in 2.04,35                                                 |
| Paula Fryer                                                                        | 800m (v)                 | 25e       | serie 2: 5de in 2.02,72                                                                                |
| Maxine Newman                                                                      | 1500m (v)                | 27e       | serie 1: 8ste in 4.15,16                                                                               |
| Kirsty Wade                                                                        | 1500m (v)                | 21e       | serie 3: 8ste in 4.08,30 halve finale 1: 9de in 4.11,36                                                |
| Ann Williams                                                                       | 1500m (v)                | DSQ       | serie 2: gediskwalificeerd                                                                             |
| Yvonne Murray                                                                      | 3000m (v)                | 8e        | serie 3: 2de in 8.51,16 finale: 8ste in 8.55,85                                                        |
| Alison Wyeth                                                                       | 3000m (v)                | 9e        | serie 2: 4de in 8.43,93 finale: 9de in 9.00,23                                                         |
| Lisa York                                                                          | 3000m (v)                | 14e       | serie 1: 4de in 8.41,71                                                                                |
| Jill Hunter                                                                        | 10000m (v)               | 10e       | serie 2: 4de in 32.18,34 finale: 10de in 31.46,49                                                      |
| Liz McColgan                                                                       | 10000m (v)               | 5e        | serie 1: 3de in 32.07,25 finale: 5de in 31.26,11                                                       |
| Andrea Wallace                                                                     | 10000m (v)               | 39e       | serie 2: 22ste in 34.29,47                                                                             |
| Jacqui Agyepong                                                                    | 100m horden (v)          | 21e       | serie 3: 4de in 13,25 kwartfinale 3: 7de in 13,36                                                      |
| Kay Morley-Brown                                                                   | 100m horden (v)          | 28e       | serie 5: 6de in 13,44                                                                                  |
| Lesley-Ann Skeete                                                                  | 100m horden (v)          | 27e       | serie 2: 6de in 13,42                                                                                  |
| Louise Fraser                                                                      | 400m horden (v)          | 20e       | serie 1: 5de in 57,49                                                                                  |
| Sally Gunnell                                                                      | 400m horden (v)          | Goud      | serie 4: 1ste in 54,98 halve finale 1: 1ste in 53,78 finale: 1ste in 53,23                             |
| Gowry Retchakan                                                                    | 400m horden (v)          | 9e        | serie 2: 3de in 55,62 halve finale 2: 5de in 54,63                                                     |
| Phylis Smith Sandra Douglas Jennifer Stoute Sally Gunnell                          | 4x400m (v)               | Brons     | serie 2: 2de in 3.25,20 finale: 3de in 3.24,23                                                         |
| Sally Eastall                                                                      | marathon (v)             | 13e       | 2:41.20                                                                                                |
| Sally Ellis                                                                        | marathon (v)             | 27e       | 2:54.41                                                                                                |
| Véronique Marot                                                                    | marathon (v)             | 16e       | 2:42.55                                                                                                |
| Lisa Langford                                                                      | 10km snelwandelen (v)    | 35e       | 51.44                                                                                                  |
| Vicky Lupton                                                                       | 10km snelwandelen (v)    | DSQ       | gediskwalificeerd                                                                                      |
| Betty Sworowski                                                                    | 10km snelwandelen (v)    | 32e       | 50.14                                                                                                  |
| Oluyinka Idowu                                                                     | verspringen (v)          | 23e       | kwalificatie groep B: 13de met 6,29m                                                                   |
| Fiona May                                                                          | verspringen (v)          | DNF       | kwalificatie groep A: geen geldige sprong                                                              |
| Joanne Wise                                                                        | verspringen (v)          | 26e       | kwalificatie groep B: 14de met 5,87m                                                                   |
| Jo Jennings                                                                        | hoogspringen (v)         | 30e       | kwalificatie groep A: 14de met 1,86m                                                                   |
| Debbie Marti                                                                       | hoogspringen (v)         | 9e        | kwalificatie groep B: 1ste met 1,92m finale: 9de met 1,91m                                             |
| Myrtle Augee                                                                       | kogelstoten (v)          | 14e       | kwalificatie groep A: 7de met 16,53m                                                                   |
| Jackie McKernan                                                                    | discuswerpen (v)         | 26e       | kwalificatie groep A: 14de met 51,94m                                                                  |
| Tessa Sanderson                                                                    | speerwerpen (v)          | 4e        | kwalificatie groep A: 4de met 60,70m finale: 4de met 63,58m                                            |
| Clova Court                                                                        | zevenkamp (v)            | 19e       | 5994 punten                                                                                            |

### Badminton
| Olympiër                     | Discipline     | Resultaat | Prestatie |
| ---------------------------- | -------------- | --------- | --- |
| Darren Hall                  | enkelspel (m)  | 17e       | 1ste ronde: W van CAN Humble: 15-6, 15-4 2de ronde: V van CHN Zhao: 6-15, 9-15                                                                                   |
| Anders Nielsen               | enkelspel (m)  | 33e       | 1ste ronde: V van THA Kukasemkij: 18-16, 12-15, 16-17 |
| Nick Ponting David Wright    | dubbelspel (m) | 9e        | 1ste ronde: W van GER Frey/Kuhl: 15-7, 15-9 2de ronde: V van INA Mainaky/Subagja: 3-15, 9-15                                                                     |
| Goode Chris Hunt             | dubbelspel (m) | 9e        | 1ste ronde: W van JPN Machida/Miya: 15-10, 9-15, 15-12 2de ronde: V van KOR Lee/Shon: 2-15, 15-7, 4-15                                                           |
|                              |                |           | |
| Joanne Muggeridge            | enkelspel (v)  | 9e        | 1ste ronde: W van FRA Mol: 11-5, 11-7 2de ronde: W van IND Bisht: 11-7, 11-8 3de ronde: V van CHN Huang: 3-11, 2-11                                              |
| Helen Troke                  | enkelspel (v)  | 17e       | 1ste ronde: vrij 2de ronde: V van CHN Tang: 3-11, 1-11 |
| Julie Bradbury Gillian Clark | dubbelspel (v) | 5e        | 1ste ronde: W van INA Sulistianingsih/Tendean: 15-10, 4-15, 17-15 2de ronde: W van GER Schmidt/Ubben: 18-14, 15-5 kwartfinale: V van KOR Hwang/Chung: 5-15, 5-15 |
| Gillian Gowers Sara Sankey   | dubbelspel (v) | 9e        | 1ste ronde: W van FRA Delvingt/Mol: 15-10, 9-15, 15-12 2de ronde: V van SWE C Bengtsson/M Bengtsson: 8-15, 8-15                                                  |

### Boksen
| Olympiër         | Discipline  | Resultaat | Prestatie |
| ---------------- | ----------- | --------- | --- |
| Rowan Williams   | -48kg (m)   | 5e        | 1ste ronde: vrij 2de ronde: W van GHA Ahialey: 11-3 kwartfinale: V van PHI Velasco: 6-7                                                                  |
| Paul Ingle       | -51kg (m)   | 9e        | 1ste ronde: W van GHA Baba: 9-7 2de ronde: V van PRK Choi: 12-13                                                                                         |
| Brian Carr       | -57kg (m)   | 17e       | 1ste ronde: V van ESP Reyes: 10-22 |
| Alan Vaughan     | -60kg (m)   | 17e       | 1ste ronde: V van CAN Irwin: scheidsrechterlijke beslissing                                                                                              |
| Peter Richardson | -63,5kg (m) | 5e        | 1ste ronde: W van USA Forrest: 14-8 2de ronde: W van MGL Altankhuyag: 21-4 kwartfinale: V van ROU Doroftei                                               |
| Adrian Dodsone   | -67kg (m)   | 9e        | 1ste ronde: W van JPN Kawakami: scheidsrechterlijke beslissing 2de ronde: V van ROU Vaştag: 5-6                                                          |
| Robin Reid       | -71kg (m)   | Brons     | 1ste ronde: W van BAR Thomas: knock-out 2de ronde: W van LTU Maleckis: 10-3 kwartfinale: W van NOR Klemetsen: 20-10 halve finale: V van NED Delibaş: 3-8 |
| Mark Edwards     | -75kg (m)   | 17e       | 1ste ronde: V van USA Byrd: 3-21 |
| Stephen Wilson   | -81kg (m)   | 5e        | 1ste ronde: vrij 2de ronde: W van ASA Masoe: 12-8 kwartfinale: V van EUN Zaulychnyi: 0-13                                                                |
| Paul Lawson      | -91kg (m)   | 17e       | 1ste ronde: V van USA Nicholson: 2-10 |

### Boogschieten
| Olympiër                                     | Discipline      | Resultaat | Prestatie |
| -------------------------------------------- | --------------- | --------- | --- |
| Steven Hallard                               | individueel (m) | 13e       | plaatsingsronde: 23ste met 1285 punten 1ste ronde: W van DEN Gammelgaard: 103-98 2de ronde: V van NOR Grov: 99-104 |
| Richard Priestman                            | individueel (m) | 41e       | plaatsingsronde: 41ste met 1257 punten |
| Simon Terry                                  | individueel (m) | Brons     | plaatsingsronde: 20ste met 1291 punten 1ste ronde: W van MEX Anchondo: 105-94 2de ronde: W van EUN Yesheyev: 104-102 kwartfinale: W van USA Barrs: 108-108 halve finale: V van KOR Chung: 102-108 bronzen finale: W van NOR Grov: 109-103 |
| Steven Hallard Richard Priestman Simon Terry | team (m)        | Brons     | plaatsingsronde: 6de met 3833 punten 1ste ronde: W van Duitsland: 233-231 kwartfinale: W van Australië: 242-236 halve finale: V van Spanje: 234-236 bronzen finale: W van Frankrijk: 233-231                                              |
|                                              |                 |           | |
| Joanne Edens                                 | individueel (v) | 36e       | plaatsingsronde: 36ste met 1265 punten |
| Sylvia Harris                                | individueel (v) | 46e       | plaatsingsronde: 46ste met 1230 punten |
| Alison Williamson                            | individueel (v) | 13e       | plaatsingsronde: 8ste met 1223 punten 1ste ronde: W van NED Verstegen: 108-100 2de ronde: V van FRA Bonal: 107-108 |
| Joanne Edens Sylvia Harris Alison Williamson | team (v)        | 13e       | plaatsingsronde: 9de met 3817 punten 1ste ronde: V van Zweden: 229-239 |

### Gewichtheffen
| Olympiër       | Discipline  | Resultaat | Prestatie                                                          |
| -------------- | ----------- | --------- | ------------------------------------------------------------------ |
| Tony Morgan    | -75kg (m)   | 26e       | trekken: 23ste met 137,5kg stoten: 27ste met 165kg totaal: 302,5kg |
| Andrew Callard | -82,5kg (m) | 20e       | trekken: 20ste met 142,5kg stoten: 17de met 182,5kg totaal: 325kg  |
| Dave Morgan    | -82,5kg (m) | 15e       | trekken: 6de met 160kg stoten: 15de met 185kg totaal: 345kg        |
| Keith Boxall   | -90kg (m)   | 18e       | trekken: 19de met 145kg stoten: 18de met 177,5kg totaal: 322,5kg   |
| Peter May      | -90kg (m)   | 7e        | trekken: 7de met 160kg stoten: 7de met 195kg totaal: 355kg         |
| Raymond Kopka  | -110kg (m)  | 17e       | trekken: 17de met 160kg stoten: 17de met 190kg totaal: 350kg       |

### Gymnastiek
| Olympiër                                                                   | Discipline               | Resultaat | Prestatie                                                              |
| Ritmisch                                                                   | Ritmisch                 | Ritmisch  | Ritmisch                                                               |
| -------------------------------------------------------------------------- | ------------------------ | --------- | ---------------------------------------------------------------------- |
| Viva Seifert                                                               | individueel (v)          | 29e       | kwalificatie: 29ste met 35,775 punten                                  |
| Deborah Southwick                                                          | individueel (v)          | 22e       | kwalificatie: 22ste met 36,150 punten                                  |
| Turnen                                                                     |                          |           |                                                                        |
| Terry Bartlett                                                             | individuele meerkamp (m) | 82e       | kwalificatie: 82ste met 110,275 punten                                 |
| Paul Bowler                                                                | individuele meerkamp (m) | 92e       | kwalificatie: 92ste met 65,500 punten                                  |
| Marvin Campbell                                                            | individuele meerkamp (m) | 88e       | kwalificatie: 88ste met 106,975 punten                                 |
| David Cox                                                                  | individuele meerkamp (m) | 85e       | kwalificatie: 85ste met 108,875 punten                                 |
| James May                                                                  | individuele meerkamp (m) | 33e       | kwalificatie: 49ste met 113,225 punten finale: 33ste met 36,650 punten |
| Neil Thomas                                                                | individuele meerkamp (m) | 20e       | kwalificatie: 20ste met 115,000 punten finale: 20ste met 57,050 punten |
| Terry Bartlett Paul Bowler Marvin Campbell David Cox James May Neil Thomas | meerkamp team (m)        | 12e       | 558,100 punten                                                         |
|                                                                            |                          |           |                                                                        |
| Julia Footer                                                               | individuele meerkamp (v) | 67e       | kwalificatie: 67ste met 76,385 punten                                  |
| Rowena Roberts                                                             | individuele meerkamp (v) | 85e       | kwalificatie: 85ste met 75,3335 punten                                 |

### Hockey

#### Mannen
| Olympiër | Discipline | Resultaat | Prestatie |
| --- | ---------- | --------- | --- |
| Sean Rowlands David Luckes Stephen Martin Paul Bolland Simon Nicklin Jon Potter Jason Laslett Rob Hill Stephen Batchelor Russell Garcia John Shaw Robert Thompson Sean Kerly Robert Clift Jason Lee Donald Williams | mannen     | 6e        | groep A: 3de W van Egypte: 2-0 V van Duitsland: 0-2 W van India: 3-1 W van Argentinië: 2-1 V van Australië: 0-6 5-8ste plek: W van Nieuw-Zeeland: 3-2 5-6de plek: V van Spanje: 1-2 |

| Groep A |                  |             |             |             |             |            |            |            |        |
| #       | Land             | Wedstrijden | Wedstrijden | Wedstrijden | Wedstrijden | Doelpunten | Doelpunten | Doelpunten | Punten |
| #       | Land             | G           | W           | G           | V           | V          | T          | Saldo      | Punten |
| 1       | Australië        | 5           | 4           | 1           | 0           | 20         | 2          | +18        | 9      |
| 2       | Duitsland        | 5           | 4           | 1           | 0           | 16         | 4          | +12        | 9      |
| 3       | Groot-Brittannië | 5           | 3           | 0           | 2           | 7          | 10         | -3         | 6      |
| 4       | India            | 5           | 2           | 0           | 3           | 4          | 8          | -4         | 4      |
| 5       | Argentinië       | 5           | 1           | 0           | 4           | 3          | 12         | -9         | 2      |
| 6       | Egypte           | 5           | 0           | 0           | 5           | 4          | 18         | -14        | 0      |

| Ronde       | Datum     | Plaats           | Land | Score            | Land |
| ----------- | --------- | ---------------- | ---- | ---------------- | ---- |
| Groepsfase  |           |                  |      |                  |      |
| 28 juli     | Barcelona | Groot-Brittannië | 2-0  | Egypte           |      |
| 28 juli     | Barcelona | Duitsland        | 2-0  | Groot-Brittannië |      |
| 30 juli     | Barcelona | Groot-Brittannië | 3-1  | India            |      |
| 1 augustus  | Barcelona | Argentinië       | 1-2  | Groot-Brittannië |      |
| 3 augustus  | Barcelona | Groot-Brittannië | 0-6  | Australië        |      |
| 5-8ste plek |           |                  |      |                  |      |
| 5 augustus  | Barcelona | Groot-Brittannië | 3-2  | Nieuw-Zeeland    |      |
| 5-6de plek  |           |                  |      |                  |      |
| 6 augustus  | Barcelona | Groot-Brittannië | 1-2  | Spanje           |      |

#### Vrouwen
| Olympiër | Discipline | Resultaat | Prestatie |
| --- | ---------- | --------- | --- |
| Jill Atkins Lisa Bayliss Karen Brown Vickey Dixon Susan Fraser Wendy Fraser Kathryn Johnson Sandy Lister Jackie McWilliams Tammy Miller Helen Morgan Mary Nevill Mandy Nicholls Alison Ramsay Jane Sixsmith Joanne Thompson | vrouwen    | Brons     | groep B: 2de V van Nederland: 1-2 W van Zuid-Korea: 3-1 W van Nieuw-Zeeland: 3-2 halve finale: V van Duitsland: 1-2 bronzen finale: W van Zuid-Korea: 4-3 |

| Groep B |                  |             |             |             |             |            |            |            |        |
| #       | Land             | Wedstrijden | Wedstrijden | Wedstrijden | Wedstrijden | Doelpunten | Doelpunten | Doelpunten | Punten |
| #       | Land             | G           | W           | G           | V           | V          | T          | Saldo      | Punten |
| 1       | Zuid-Korea       | 3           | 2           | 0           | 1           | 8          | 3          | +5         | 4      |
| 2       | Groot-Brittannië | 3           | 2           | 0           | 1           | 7          | 5          | +2         | 4      |
| 3       | Nederland        | 3           | 2           | 0           | 1           | 4          | 3          | +1         | 4      |
| 4       | Nieuw-Zeeland    | 3           | 0           | 0           | 3           | 2          | 10         | -8         | 0      |

| Ronde          | Datum     | Plaats           | Land | Score            | Land |
| -------------- | --------- | ---------------- | ---- | ---------------- | ---- |
| Groepsfase     |           |                  |      |                  |      |
| 27 juli        | Barcelona | Nederland        | 2-1  | Groot-Brittannië |      |
| 29 juli        | Barcelona | Zuid-Korea       | 1-3  | Groot-Brittannië |      |
| 2 augustus     | Barcelona | Nieuw-Zeeland    | 2-3  | Groot-Brittannië |      |
| Halve finale   |           |                  |      |                  |      |
| 4 augustus     | Barcelona | Duitsland        | 2-1  | Groot-Brittannië |      |
| Bronzen finale |           |                  |      |                  |      |
| 7 augustus     | Barcelona | Groot-Brittannië | 4-3  | Zuid-Korea       |      |

### Judo
| Olympiër           | Discipline | Resultaat | Prestatie |
| ------------------ | ---------- | --------- | --------- |
| Nigel Donohue      | -60kg (m)  | 19e       |           |
| Ian Freeman        | -65kg (m)  | 24e       |           |
| Billy Cusack       | -71kg (m)  | 18e       |           |
| Ryan Birch         | -78kg (m)  | 13e       |           |
| Densign White      | -86kg (m)  | 17e       |           |
| Raymond Stevens    | -95kg (m)  | Zilver    |           |
| Elvis Gordon       | +95kg (m)  | 9e        |           |
|                    |            |           |           |
| Karen Briggs       | -48kg (v)  | 5e        |           |
| Sharon Rendle      | -52kg (v)  | Brons     |           |
| Nicola Fairbrother | -56kg (v)  | Zilver    |           |
| Diane Bell         | -61kg (v)  | 9e        |           |
| Kate Howey         | -66kg (v)  | Brons     |           |
| Josie Horton       | -72kg (v)  | 5e        |           |
| Sharon Lee         | +72kg (v)  | 9e        |           |

### Kanovaren
| Olympiër                                                     | Discipline    | Resultaat | Prestatie                                                                           |
| Slalom                                                       | Slalom        | Slalom    | Slalom                                                                              |
| ------------------------------------------------------------ | ------------- | --------- | ----------------------------------------------------------------------------------- |
| Mark Delaney                                                 | C-1 (m)       | 26e       | 139,61                                                                              |
| Gareth Marriott                                              | C-1 (m)       | Zilver    | 116,48                                                                              |
| Andrew Clough Iain Clough                                    | C-2 (m)       | 12e       | 135,82                                                                              |
| Chris Arrowsmith Paul Braint                                 | C-2 (m)       | 17e       | 174,50                                                                              |
| Richard Fox                                                  | K-1 (m)       | 4e        | 108,85                                                                              |
| Melvyn Jones                                                 | K-1 (m)       | 7e        | 110,40                                                                              |
| Ian Raspin                                                   | K-1 (m)       | 20e       | 115,52                                                                              |
|                                                              |               |           |                                                                                     |
| Rachel Fox                                                   | K-1 (v)       | 16e       | 147,64                                                                              |
| Karen Like                                                   | K-1 (v)       | 13e       | 142,26                                                                              |
| Lynn Simpson                                                 | K-1 (v)       | 10e       | 140,38                                                                              |
| Sprint                                                       |               |           |                                                                                     |
| Eric Jamieson                                                | C-1 500m (m)  | DSQ       | serie 3: 2de in 1.54,80 halve finale 2: 3de in 1.55,90 finale: gediskwalificeerd    |
| Andrew Train                                                 | C-1 1000m (m) | 6e        | serie 3: 2de in 4.07,44 halve finale 2: 4de in 4.09,94 finale: 6de in 4.12,58       |
| Andrew Train Stephen Train                                   | C-2 1000m (m) | 11e       | serie 1: 5de in 3.40,13 halve finale 1: 3de in 3.46,36                              |
| Simon Parsons                                                | K-1 500m (m)  | 21e       | serie 1: 7de in 1.47,50 herkansingen: 5de in 1.46,32                                |
| Graham Burns                                                 | K-1 1000m (m) | 20e       | serie 1: 4de in 3.43,84 herkansingen: 4de in 3.38,48                                |
| Ivan Lawler Grayson Bourne                                   | K-2 500m (m)  | 14e       | serie 3: 5de in 1.36,00 herkansingen: 3de in 1.33,96 halve finale 1: 7de in 1.32,38 |
| James Block Reuben Burgess                                   | K-2 1000m (m) | 15e       | serie 1: 5de in 3.24,16 herkansingen: 3de in 3.19,78 halve finale 2: 9de in 3.23,77 |
|                                                              |               |           |                                                                                     |
| Alison Thorogood                                             | K-1 500m (v)  | 14e       | serie 3: 4de in 1.57,63 halve finale 2: 8ste in 1.58,23                             |
| Hilary Dresser Andrea Dallaway Alison Thorogood Sandra Troop | K-4 500m (v)  | 13e       | serie 2: 7de in 1.40,22 halve finale 1: 5de in 1.41,24                              |

### Moderne vijfkamp
| Olympiër                                         | Discipline  | Resultaat | Prestatie    |
| ------------------------------------------------ | ----------- | --------- | ------------ |
| Graham Brookhouse                                | individueel | 8e        | 5292 punten  |
| Dominic Mahoney                                  | individueel | 36e       | 5033 punten  |
| Richard Phelps                                   | individueel | 13e       | 5246 punten  |
| Graham Brookhouse Dominic Mahoney Richard Phelps | team        | 6e        | 15571 punten |

### Paardensport
| Olympiër                                                       | Discipline  | Resultaat | Prestatie                                                                                         |
| Dressuur                                                       | Dressuur    | Dressuur  | Dressuur                                                                                          |
| -------------------------------------------------------------- | ----------- | --------- | ------------------------------------------------------------------------------------------------- |
| Emile Faurie                                                   | individueel | 21e       | Grand Prix: 21ste met 1513 punten                                                                 |
| Laura Fry                                                      | individueel | 29e       | Grand Prix: 29ste met 1486 punten                                                                 |
| Carl Hester                                                    | individueel | 16e       | Grand Prix: 17de met 1523 punten Grand Prix Special: 16de met 1254 punten                         |
| Carol Parsons                                                  | individueel | 33e       | Grand Prix: 33ste met 1468 punten                                                                 |
| Emile Faurie Laura Fry Carl Hester Carol Parsons               | team        | 7e        | 4522 punten                                                                                       |
| Eventing                                                       |             |           |                                                                                                   |
| Ian Stark                                                      | individueel | DNF       | niet gefinisht                                                                                    |
| Karen Straker-Dixon                                            | individueel | 6e        | 92,40 strafpunten                                                                                 |
| Mary Thomson-King                                              | individueel | 9e        | 105,40 strafpunten                                                                                |
| Richard Walker                                                 | individueel | 55e       | 208,80 strafpunten                                                                                |
| Ian Stark Karen Straker-Dixon Mary Thomson-King Richard Walker | team        | 6e        | 403,60 strafpunten                                                                                |
| Springconcours                                                 |             |           |                                                                                                   |
| Tim Grubb                                                      | individueel | DNF       | kwalificatie: 13de met 181 punten finale: niet gefinisht                                          |
| Nick Skelton                                                   | individueel | 70e       | kwalificatie: 70ste met 56 punten                                                                 |
| John Whitaker                                                  | individueel | 14e       | kwalificatie: 27ste met 155 punten finale: 14de met 19,25 strafpunten                             |
| Michael Whitaker                                               | individueel | 15e       | kwalificatie: 37ste met 143 punten finale: 15de met 20,00 strafpunten                             |
| Tim Grubb Nick Skelton John Whitaker Michael Whitaker          | team        | 7e        | 1ste ronde: 5de met 12,75 strafpunten 2de ronde: 6de met 16 strafpunten totaal: 28,75 strafpunten |

### Roeien
| Olympiër | Discipline      | Resultaat | Prestatie |
| --- | --------------- | --------- | --- |
| Wade Hall-Craggs | skiff (m)       | 14e       | serie 1: 2de in 7.11,58 herkansingen: 4de in 7.08,92 halve finale 1: 3de in 7.09,94 finale C: 2de in 7.09,05   |
| Matthew Pinsent Steve Redgrave | twee-zonder (m) | Goud      | serie 3: 1ste in 6.36,53 halve finale 1: 1ste in 6.31,13 finale: 1ste in 6.27,72                               |
| Garry Herbert Greg Searle Jonny Searle                                                                                            | twee-met (m)    | Goud      | serie 2: 1ste in 6.54,31 halve finale 1: 1ste in 6.52,05 finale: 1ste in 6.49,83                               |
| Mike Harris Roger Brown Guy Pooley Peter Haining                                                                                  | dubbel-vier (m) | 13e       | serie 1: 5de in 5.57,18 herkansingen: 5de in 6.00,52                                                           |
| Salih Hassan John Garrett Gavin Stewart Richard Stanhope                                                                          | vier-zonder (m) | 7e        | serie 1: 4de in 6.23,73 herkansingen: 1ste in 6.12,68 halve finale 2: 4de in 6.02,87 finale B: 1ste in 6.05,00 |
| Peter Mulkerrins Nicholas Burfitt Terence Dillon Simon Berrisford John Deakin                                                     | vier-met (m)    | 9e        | serie 1: 3de in 6.27,95 herkansingen: 3de in 6.21,19 finale B: 3de in 6.12,60                                  |
| Martin Cross Tim Foster Richard Phelps Jim Walker Ben Hunt-Davis Stephen Turner Rupert Obholzer Jonathan Singfield Adrian Ellison | acht (m)        | 6e        | serie 1: 2de in 5.36,01 halve finale 2: 3de in 5.39,79 finale: 6de in 5.39,92                                  |
| |                 |           | |
| Patricia Reid | skiff (v)       | 9e        | serie 1: 4de in 8.00,64 herkansingen: 2de in 7.59,93 halve finale 1: 6de in 7.44,36 finale B: 3de in 8.13,05   |
| Annabel Eyres Alison Gill | dubbel-twee (v) | 5e        | serie 1: 4de in 7.31,85 herkansingen: 1ste in 7.20,97 halve finale 2: 3de in 7.03,89 finale: 5de in 7.06,62    |
| Joanne Turvey Miriam Batten | twee-zonder (v) | 5e        | serie 1: 2de in 7.44,99 halve finale 2: 2de in 7.22,89 finale: 5de in 7.17,28                                  |
| Allison Barnett Kim Thomas Suzanne Kirk Gillian Lindsay                                                                           | vier-zonder (v) | 8e        | serie 1: 5de in 7.05,38 herkansingen: 4de in 6.59,75 finale B: 2de in 6.49,76                                  |
| Fiona Freckleton Philippa Cross Dot Blackie Susan Smith Kate Grose Rachel Hirst Kareen Marwick Katharine Brownlow Alison Paterson | acht (v)        | 7e        | serie 2: 4de in 6.31,64 herkansingen: 5de in 6.18,99 finale B: 1ste in 6.29,68                                 |

### Schermen
| Olympiër                                                                  | Discipline      | Resultaat | Prestatie                                   |
| ------------------------------------------------------------------------- | --------------- | --------- | ------------------------------------------- |
| Steven Paul                                                               | degen (m)       | 53e       | 1ste ronde groep 2: 5de met 2 overwinningen |
| Jonathan Davis                                                            | floret (m)      | 19e       | 1ste ronde groep 3: 2de met 4 overwinningen |
| Bill Gosbee                                                               | floret (m)      | 24e       | 1ste ronde groep 5: 5de met 2 overwinningen |
| Donnie McKenzie                                                           | floret (m)      | 32e       | 1ste ronde groep 6: 6de met 2 overwinningen |
| Jonathan Davis Bill Gosbee Donnie McKenzie Tony Bartlett                  | floret team (m) | 9e        | 1ste ronde groep 1: 3de met 0 overwinningen |
| Gary Fletcher                                                             | sabel (m)       | 33e       | 1ste ronde groep 4: 4de met 2 overwinningen |
| Ian Williams                                                              | sabel (m)       | 32e       | 1ste ronde groep 1: 4de met 2 overwinningen |
| Kirk Zavieh                                                               | sabel (m)       | 31e       | 1ste ronde groep 5: 4de met 2 overwinningen |
| Kirk Zavieh Ian Williams Gary Fletcher James Williams Amin Zahir          | sabel team (m)  | 12e       | 1ste ronde groep 4: 3de met 0 overwinningen |
|                                                                           |                 |           |                                             |
| Julia Bracewell                                                           | floret (v)      | 41e       | 1ste ronde groep 6: 6de met 1 overwinning   |
| Fiona McIntosh                                                            | floret (v)      | 8e        | 1ste ronde groep 7: 5de met 2 overwinningen |
| Linda Strachan                                                            | floret (v)      | 37e       | 1ste ronde groep 4: 6de met 1 overwinning   |
| Fiona McIntosh Linda Strachan Julia Bracewell Amanda Ferguson Sarah Mawby | floret team (v) | 11e       | 1ste ronde groep 2: 3de met 0 overwinningen |

### Schietsport
| Olympiër             | Discipline                 | Resultaat | Prestatie                                                                                 |
| -------------------- | -------------------------- | --------- | ----------------------------------------------------------------------------------------- |
| Nigel Ian Wallace    | 10m luchtgeweer (m)        | 37e       | kwalificatie: 37ste met 579 punten (97-97-94-97-96-98)                                    |
| Alister Miller Allan | 50m geweer 3 houdingen (m) | 38e       | kwalificatie: 38ste met 1140 punten (399-361-380)                                         |
| Alister Miller Allan | 50m geweer liggend (m)     | 43e       | kwalificatie: 43ste met 588 punten (100-97-99-97-98-97)                                   |
| Adrian Breto         | 25m snelvuurpistool (m)    | 28e       | kwalificatie: 28ste met 571 punten (290-281)                                              |
| David Chapman        | 10m bewegend doel (m)      | 22e       | kwalificatie: 22ste met 547 punten (272-275)                                              |
|                      |                            |           |                                                                                           |
| Andrew Austin        | skeet                      | 21e       | kwalificatie: 23ste met 146 punten (25-25-23-25-24-24) halve finale: 21ste met 195 punten |
| Pinky Le Grelle      | skeet                      | 59e       | kwalificatie: 59ste met 136 punten (24-22-23-21-24-22)                                    |
| Kevin Gill           | trap                       | 25e       | kwalificatie: 25ste met 141 punten (22-23-25-23-24-24)                                    |

### Schoonspringen
| Olympiër     | Discipline    | Resultaat | Prestatie                                                        |
| ------------ | ------------- | --------- | ---------------------------------------------------------------- |
| Bob Morgan   | 3m plank (m)  | 15e       | voorronde: 15de met 366,15 punten                                |
| Bob Morgan   | 10m toren (m) | 5e        | voorronde: 11de met 384,09 punten finale: 5de met 568,59 punten  |
|              |               |           |                                                                  |
| Naomi Bishop | 3m plank (v)  | 19e       | voorronde: 19de met 261,81 punten                                |
| Hayley Allen | 10m toren (v) | 12e       | voorronde: 8ste met 292,77 punten finale: 12de met 317,85 punten |
| Lesley Ward  | 10m toren (v) | 25e       | voorronde: 25ste met 242,16 punten                               |

### Synchroonzwemmen
| Olympiër                    | Discipline | Resultaat | Prestatie                                                           |
| --------------------------- | ---------- | --------- | ------------------------------------------------------------------- |
| Kerry Shacklock             | solo       | 7e        | kwalificatie: 7de met 178,999 punten finale: 7de met 179,839 punten |
| Kerry Shacklock Laila Vakil | duet       | 6e        | kwalificatie: 6de met 178,246 punten finale: 6de met 179,633 punten |

### Tafeltennis
| Olympiër               | Discipline     | Resultaat | Prestatie |
| ---------------------- | -------------- | --------- | --- |
| Matthew Syed           | enkelspel (m)  | 17e       | groep C: 2de V van SWE Persson: 1-2 W van FRA Chatelain: 2-0 W van EGY Helmy: 2-0                                                      |
| Carl Prean             | enkelspel (m)  | 9e        | groep P: 1ste W van PRK Choi: 2-0 W van ESP Casares: 2-1 W van IND Baboor: 2-0 2de ronde: V van SWE Waldner: 0-3 (15-21, 14-21, 15-21) |
| Alan Cooke Carl Prean  | dubbelspel (m) | 9e        | groep G: 2de V van CHN Ma/Yu: 0-2 W van NGR Bankole/Toriola: 2-0 W van CUB Arado/Roque: 2-1                                            |
|                        |                |           | |
| Alison Gordon          | enkelspel (v)  | 17e       | groep D: 2de V van PRK Li: 0-2 W van EUN Melnik: 2-0                                                                                   |
| Lisa Lomas             | enkelspel (v)  | 33e       | groep I: 3de V van HUN Batorfi: 0-2 V van INA Dipoyanti: 1-2 W van ECU Cabrera: 2-0                                                    |
| Lisa Lomas Andrea Holt | dubbelspel (v) | 9e        | groep C: 2de V van KOR Hong/Hyun: 1-2 W van EUN Melnik/Popova: 2-0                                                                     |

### Tennis
| Olympiër                      | Discipline     | Resultaat | Prestatie                                                                              |
| ----------------------------- | -------------- | --------- | -------------------------------------------------------------------------------------- |
| Andrew Castle                 | enkelspel (m)  | 33e       | 1ste ronde: V van ESP Bruguera: 1-6, 2-6, 3-6                                          |
| Chris Wilkinson               | enkelspel (m)  | 33e       | 1ste ronde: V van MAR El Aynaoui: 4-6, 1-6, 5-7                                        |
| Andrew Castle Chris Wilkinson | dubbelspel (m) | 33e       | 1ste ronde: V van ARG Frana/Miniussi: 3-6, 4-6, 6-7                                    |
|                               |                |           |                                                                                        |
| Sara Gomer                    | enkelspel (v)  | 33e       | 1ste ronde: V van GBR Smith: 6-2, 3-6, 1-6                                             |
| Monique Javer                 | enkelspel (v)  | 33e       | 1ste ronde: V van AUT Paulus: 7-6, 4-6, 3-6                                            |
| Samantha Smith                | enkelspel (v)  | 17e       | 1ste ronde: W van GBR Sara Gomer: 2-6, 6-3, 6-1 2de ronde: V van EUN Zvereva: 1-6, 2-6 |
| Samantha Smith Clare Wood     | dubbelspel (v) | 33e       | 1ste ronde: V van ITA Garrone/Reggi: 7-5, 1-6, 3-6                                     |

### Wielersport
| Olympiër                                                       | Discipline                    | Resultaat | Prestatie |
| Baan                                                           | Baan                          | Baan      | Baan |
| -------------------------------------------------------------- | ----------------------------- | --------- | --- |
| Simon Lillestone                                               | puntenkoers (m)               | 5e        | 1ste ronde: 1ste met 9 punten finale: 18de met 5 punten                                                                                                 |
| Anthony Stirrat                                                | tijdrit (m)                   | 14e       | 1.06,522 |
| Chris Boardman                                                 | individuele achtervolging (m) | Goud      | kwalificatie: 1ste in 4.27,357 (WR) kwartfinale: W van DEN Petersen: 4.24,496 (WR) halve finale: W van AUS Kingsland: 4.29,332 finale: W van GER Lehman |
| Chris Boardman Paul Jennings Bryan Steel Glen Sword            | ploegenachtervolging (m)      | 5e        | kwalificatie: 5de in 4.19,126 kwartfinale: V van Denemarken: 4.14,350                                                                                   |
| Weg                                                            |                               |           | |
| David Cook                                                     | wegwedstrijd (m)              | 60e       | 4:35.56 |
| Simeon Hempsall                                                | wegwedstrijd (m)              | 36e       | 4:35.56 |
| Matthew Stephens                                               | wegwedstrijd (m)              | 61e       | 4:35.56 |
| Gary Dighton Stephen Farrell Matt Illingworth Peter Longbottom | ploegentijdrit (m)            | 14e       | 2:12.14 |
|                                                                |                               |           | |
| Sally Hodge                                                    | wegwedstrijd (v)              | 24e       | 2:05.03 |
| Louise Jones                                                   | wegwedstrijd (v)              | 40e       | 2:08.13 |
| Marie Purvis                                                   | wegwedstrijd (v)              | 45e       | 2:14.10 |

### Worstelen
| Olympiër     | Discipline  | Resultaat   | Prestatie                                                  |
| Vrije stijl  | Vrije stijl | Vrije stijl | Vrije stijl                                                |
| ------------ | ----------- | ----------- | ---------------------------------------------------------- |
| Calum McNeil | -68kg (m)   | 19e         | groep A: 10de V van USA Saunders: 0-3 V van NGR Oziti: 0-3 |

### Zeilen
| Olympiër                                     | Discipline        | Resultaat | Prestatie                                |
| -------------------------------------------- | ----------------- | --------- | ---------------------------------------- |
| Barrie Edginton                              | lechner (m)       | 12e       | 157 punten: (13-19-9-14-15-5-PMS-9-11-9) |
| Stuart Michael Childerley                    | finn klasse (m)   | 4e        | 68,1 punten: (3-13-6-6-12-4-7)           |
| Paul Brotherton Andrew G. Hemmings           | 470 klasse (m)    | 4e        | 68,1 punten: (3-13-6-6-12-4-7)           |
|                                              |                   |           |                                          |
| Penny Way                                    | lechner (v)       | 6e        | 99,4 punten: (4-3-7-3-5-8-DNF-10-5-11)   |
| Shirley Robertson                            | europe klasse (v) | 9e        | 73,7 punten: (4-6-10-16-8-4-10)          |
| Debbie Jarvis Sue Carr                       | 470 klasse (v)    | 12e       | 97,0 punten: (PMS-8-11-13-12-8-9)        |
|                                              |                   |           |                                          |
| Adrian George C. Stead Peter Allam           | flying dutchman   | 15e       | 107,0 punten: (2-18-16-9-20-16-15)       |
| David Alfred Williams Ian Alan Rhodes        | tornado klasse    | 10e       | 90,0 punten: (12-PMS-7-12-7-8-8)         |
| David John Howlett Phil Lawrence             | star klasse       | 14e       | 105,7 punten: (6-5-4-18-20-20-DSQ)       |
| Lawrie Smith Robert Cruikshank Ossie Stewart | soling klasse     | 5e        | 48,0 punten: (15-1-4-5-14-5)             |

### Zwemmen
| Olympiër                                                         | Discipline            | Resultaat | Prestatie                                             |
| ---------------------------------------------------------------- | --------------------- | --------- | ----------------------------------------------------- |
| Mike Fibbens                                                     | 50m vrije slag (m)    | 19e       | serie 10: 7de in 23,27                                |
| Mark Foster                                                      | 50m vrije slag (m)    | 6e        | serie 10: 3de in 22,72 finale: 6de in 22,52           |
| Mike Fibbens                                                     | 100m vrije slag (m)   | 21e       | serie 9: 6de in 50,93                                 |
| Paul Howe                                                        | 100m vrije slag (m)   | 24e       | serie 10: 8ste in 51,12                               |
| Paul Howe                                                        | 200m vrije slag (m)   | 13e       | serie 7: 5de in 1.49,86 finale B: 5de in 1.50,15      |
| Paul Palmer                                                      | 200m vrije slag (m)   | 9e        | serie 8: 5de in 1.49,21 finale B: 1ste in 1.48,92     |
| Stephen Akers                                                    | 400m vrije slag (m)   | 28e       | serie 6: 8ste in 3.58,99                              |
| Paul Palmer                                                      | 400m vrije slag (m)   | 10e       | serie 4: 3de in 3.51,93 finale B: 2de in 3.51,60      |
| Stephen Akers                                                    | 1500m vrije slag (m)  | 19e       | serie 3: 6de in 15.46,48                              |
| Ian Wilson                                                       | 1500m vrije slag (m)  | 5e        | serie 4: 2de in 15.15,37 finale: 5de in 15.13,35      |
| Martin Harris                                                    | 100m rugslag (m)      | 24e       | serie 6: 6de in 57,57                                 |
| Adam Ruckwood                                                    | 100m rugslag (m)      | 30e       | serie 4: 5de in 57,75                                 |
| Matthew O'Connor                                                 | 200m rugslag (m)      | 32e       | serie 5: 8ste in 2.05,94                              |
| Adam Ruckwood                                                    | 200m rugslag (m)      | 24e       | serie 4: 7de in 2.03,54                               |
| Nick Gillingham                                                  | 100m schoolslag (m)   | 7e        | serie 7: 1ste in 1.01,81 finale: 7de in 1.02,32       |
| Adrian Moorhouse                                                 | 100m schoolslag (m)   | 8e        | serie 1: 3de in 1.02,09 finale: 8ste in 1.02,33       |
| Nick Gillingham                                                  | 200m schoolslag (m)   | Brons     | serie 6: 1ste in 2.13,42 finale: 3de in 2.11,29 (NR)  |
| Jason Hender                                                     | 200m schoolslag (m)   | 35e       | serie 6: 8ste in 2.23,10                              |
| Richard Leishman                                                 | 100m vlinderslag (m)  | 19e       | serie 8: 7de in 54,96                                 |
| Simon Wainwright                                                 | 100m vlinderslag (m)  | 41e       | serie 3: 1ste in 56,53                                |
| Simon Wainwright                                                 | 100m vlinderslag (m)  | 22e       | serie 4: 3de in 2.01,53                               |
| John Davey                                                       | 200m wisselslag (m)   | 18e       | serie 8: 7de in 2.05,07                               |
| Andy Rolley                                                      | 200m wisselslag (m)   | 36e       | serie 3: 3de in 2.09,22                               |
| Andy Rolley                                                      | 400m wisselslag (m)   | 25e       | serie 5: 8ste in 4.32,827                             |
| Mike Fibbens Mark Foster Paul Howe Roland Lee                    | 4x100m vrije slag (m) | 7e        | serie 2: 3de in 3.21,41 finale: 7de in 3.21,75        |
| Paul Palmer Steven Mellor Stephen Akers Paul Howe                | 4x200m vrije slag (m) | 7e        | serie 1: 2de in 7.23,10 finale: 6de in 7.22,57 (NR)   |
| Martin Harris Nick Gillingham Richard Leishman Roland Lee        | 4x100m wisselslag (m) | 9e        | serie 3: 3de in 3.43,96                               |
|                                                                  |                       |           |                                                       |
| Karen Pickering                                                  | 50m vrije slag (v)    | 24e       | serie 4: 3de in 26,78                                 |
| Alison Sheppard                                                  | 50m vrije slag (v)    | 27e       | serie 7: 8ste in 26,90                                |
| Karen Pickering                                                  | 100m vrije slag (v)   | 17e       | serie 4: 4de in 57,17                                 |
| Alison Sheppard                                                  | 100m vrije slag (v)   | 31e       | serie 3: 6de in 58,83                                 |
| Karen Pickering                                                  | 200m vrije slag (v)   | 10e       | serie 3: 4de in 2.01,09 finale B: 2de in 2.00,33 (NR) |
| Elizabeth Arnold                                                 | 400m vrije slag (v)   | 25e       | serie 4: 8ste in 4.25,55                              |
| Samantha Foggo                                                   | 400m vrije slag (v)   | 19e       | serie 4: 7de in 4.22,26                               |
| Elizabeth Arnold                                                 | 800m vrije slag (v)   | 17e       | serie 3: 5de in 3.56,04                               |
| Samantha Foggo                                                   | 800m vrije slag (v)   | 13e       | serie 2: 6de in 8.50,17                               |
| Joanne Deakins                                                   | 100m rugslag (v)      | 19e       | serie 4: 6de in 1.04,38                               |
| Katherine Read                                                   | 100m rugslag (v)      | 24e       | serie 6: 8ste in 1.04,97                              |
| Joanne Deakins                                                   | 200m rugslag (v)      | 10e       | serie 5: 3de in 2.14,34 finale B: 2de in 2.13,91      |
| Katherine Read                                                   | 200m rugslag (v)      | 21e       | serie 4: 6de in 2.17,15                               |
| Suki Brownsdon                                                   | 100m schoolslag (v)   | 23e       | serie 6: 8ste in 1.13,24                              |
| Jaime King                                                       | 100m schoolslag (v)   | 24e       | serie 4: 8ste in 1.13,32                              |
| Suki Brownsdon                                                   | 200m schoolslag (v)   | 21e       | serie 4: 7de in 2.35,28                               |
| Jaime King                                                       | 200m schoolslag (v)   | 33e       | serie 2: 7de in 2.44,49                               |
| Madeleine Campbell                                               | 100m vlinderslag (v)  | 20e       | serie 7: 7de in 1.02,43                               |
| Samantha Purvis                                                  | 100m vlinderslag (v)  | 28e       | serie 5: 8ste in 1.02,94                              |
| Samantha Purvis                                                  | 200m vlinderslag (v)  | 13e       | serie 4: 5de in 2.15,04 finale B: 5de in 2.14,47      |
| Helen Slatter                                                    | 200m vlinderslag (v)  | 24e       | serie 2: 2de in 2.20,45                               |
| Sharron Davies                                                   | 200m wisselslag (v)   | 21e       | serie 4: 7de in 2.19,41                               |
| Helen Slatter                                                    | 200m wisselslag (v)   | 26e       | serie 5: 7de in 2.22,04                               |
| Sharron Davies                                                   | 400m wisselslag (v)   | 21e       | serie 2: 7de in 4.56,44                               |
| Helen Slatter                                                    | 400m wisselslag (v)   | 23e       | serie 3: 8ste in 4.58,24                              |
| Joanne Deakins Suki Brownsdon Madeleine Campbell Karen Pickering | 4x100m wisselslag (v) | 10e       | serie 2: 3de in 4.16,51                               |

Albanië · Algerije · Amerikaanse Maagdeneilanden · Amerikaans-Samoa · Andorra · Angola · Antigua en Barbuda · Argentinië · Aruba · Australië · Bahama's · Bahrein · Bangladesh · Barbados · België · Belize · Benin · Bermuda · Bhutan · Bolivia · Bosnië en Herzegovina · Botswana · Brazilië · Britse Maagdeneilanden · Bulgarije · Burkina Faso · Canada · Centraal-Afrikaanse Republiek · Chili · China · Chinees Taipei · Colombia · Congo-Brazzaville · Cookeilanden · Costa Rica · Cuba · Cyprus · Denemarken · Djibouti · Dominicaanse Republiek · Duitsland · Ecuador · Egypte · El Salvador · Equatoriaal-Guinea · Estland · Ethiopië · Fiji · Filipijnen · Finland · Frankrijk · Gabon · Gambia · Gezamenlijk team · Ghana · Grenada · Griekenland · Groot-Brittannië · Guam · Guatemala · Guinee · Guyana · Haïti · Honduras · Hongarije · Hongkong · Ierland · IJsland · India · Indonesië · Irak · Iran · Israël · Italië · Ivoorkust · Jamaica · Japan · Jemen · Jordanië · Kaaimaneilanden · Kameroen · Kenia · Koeweit · Kroatië · Laos · Lesotho · Letland · Libanon · Libië · Liechtenstein · Litouwen · Luxemburg · Madagaskar · Malawi · Malediven · Maleisië · Mali · Malta · Marokko · Mauritanië · Mauritius · Mexico · Monaco · Mongolië · Mozambique · Myanmar · Namibië · Nederland · Nederlandse Antillen · Nepal · Nicaragua · Nieuw-Zeeland · Niger · Nigeria · Noord-Korea · Noorwegen · Oeganda · Oman · Oostenrijk · Pakistan · Panama · Papoea-Nieuw-Guinea · Paraguay · Peru · Polen · Portugal · Puerto Rico · Qatar · Roemenië · Rwanda · Saint Vincent‑Grenadines · Salomonseilanden · Samoa · San Marino · Saoedi-Arabië · Senegal · Seychellen · Sierra Leone · Singapore · Slovenië · Soedan · Spanje · Sri Lanka · Suriname · Swaziland · Syrië · Tanzania · Thailand · Togo · Tonga · Trinidad en Tobago · Tsjaad · Tsjecho-Slowakije · Tunesië · Turkije · Uruguay · Vanuatu · Venezuela · Verenigde Arabische Emiraten · Verenigde Staten · Vietnam · Zaïre · Zambia · Zimbabwe · Zuid-Afrika · Zuid-Korea · Zweden · Zwitserland · Onafhankelijke olympische deelnemers